# Future of Humanity Institute
Het Future of Humanity Institute (FHI) is een interdisciplinair onderzoekscentrum aan de Universiteit van Oxford dat alomvattende en existentiële vragen over de toekomst van de mensheid behandelt. Het werd in 2005 opgericht in de schoot van de faculteiten filosofie en sociale wetenschappen (Oxford Martin School).
De directeur van het FHI is filosoof Nick Bostrom. Medewerkende onderzoekers zijn onder meer futurist Anders Sandberg, ingenieur Eric Drexler, econoom Robin Hanson, en activist-auteur Toby Ord.
Het Instituut lag mee aan de basis van concepten als simulatiehypotheses, existentieel risico, nanotechnologie, informatierisico’s, strategie en analyse met betrekking tot kunstmatige intelligentie, ruimteschroot, de ethiek van het digitale denken, cruciale beleidscriteria, het effect van selectieve waarneming in kosmologie en geloofssystemen, voorspellingsmarkten, ethiek in een oneindige omgeving, hersenemulatiescenario's, eugenetica, de vloek van de unilateralist, parlementaire besluitvorming in tijden van normatieve onzekerheid, de kwetsbare-wereldhypothese en vele andere.